# 上荣町站
上榮町站（日语：／ Kami-Sakaemachi eki */?）位于日本滋賀縣大津市札之辻，是京阪电气铁道京津线的停留場。车站号码是OT35。

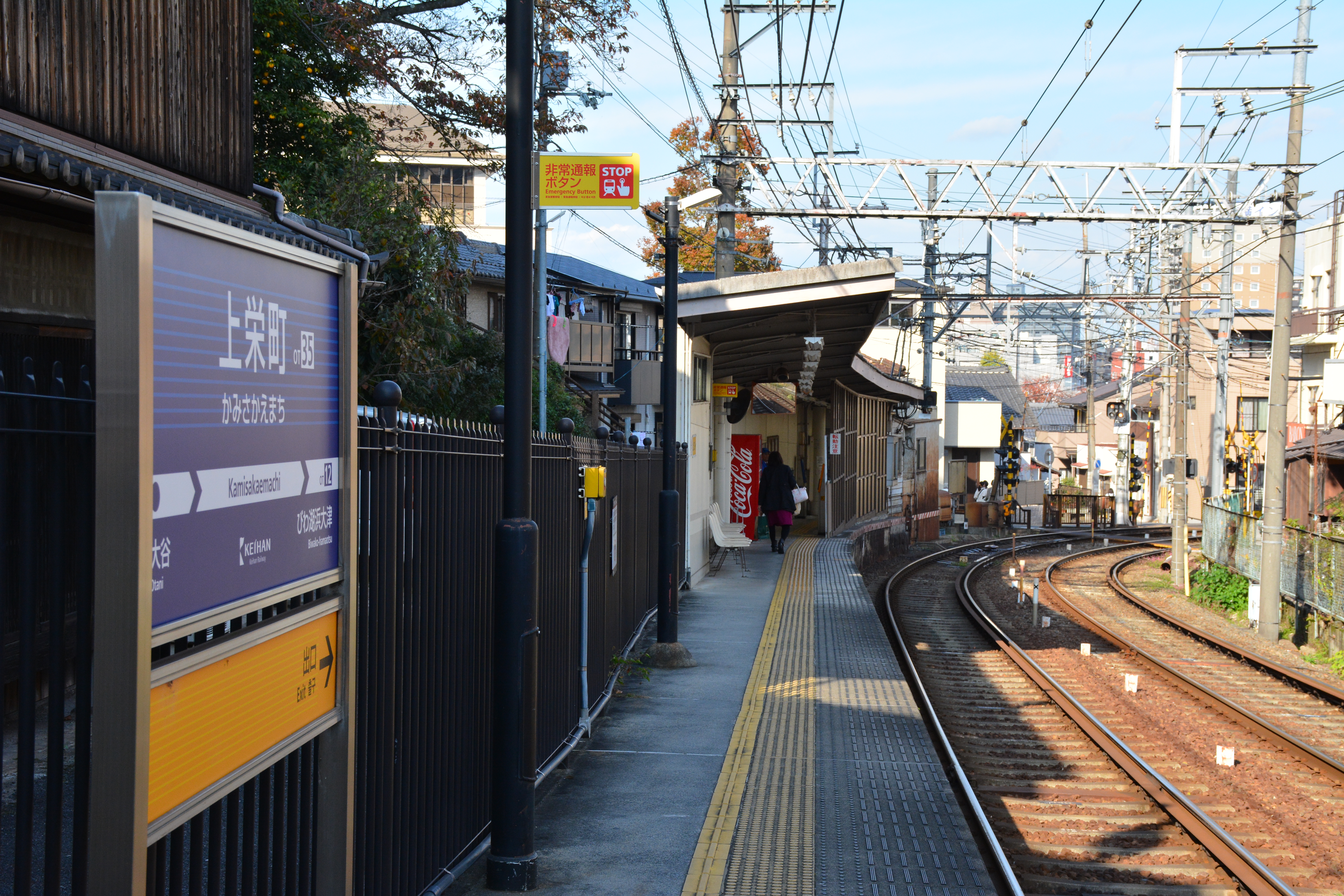
月台（2019年11月）

## 历史
- 1912年（大正元年）8月15日-京津電力軌道三條大橋-劄ノ辻（後廢止）間開通時，作為長等公園下站開業。
- 1925年（大正14年）2月1日-合併後成為京阪電鐵道京津線的車站。  5月5日-劄の辻-浜大津間延伸開業。
- 1943年（昭和18年）10月1日-合併後成為京阪神急行電車的車站。  11月10日-與石山阪本線的大橋堀站、紺屋關站一起廢止長等公園下站。
- 1946年（昭和21年）1月1日-長等公園下站復活。
- 1948年（昭和23年）10月15日-下行線使用中止。
- 1949年（昭和24年）
  - 3月1日-下線使用再開。
  - 12月1日-京阪神急行電車。再次成為京阪電力鐵道的車站。
- 1959年（昭和34年）3月1日-改名為上榮町站。變成快車停車站。
- 1997年（平成9年）左右-伴隨著京津線的4輛化，站臺延長。設定檢票機、結算機、售票機。
- 2007年（平成19年）4月1日-可以使用IC卡“PiTaPa”。

## 车站结构
本站為拥有千鸟式配置的2面2线站台的地上车站。夹着道口，南侧有琵琶湖滨大津方向的车站和站台，北侧有通向御陵方向的站台（没有车站）。琵琶湖滨大津方向行车站里有自动售票机和自动检票机。
御陵方向行站台没有检票口，直接进站。因为没有自动售票机，所以要领取乘车车站证明书，在下车站补票，或者在琵琶湖浜大津方向站台设置的自动售票机上购买车票。另外，由于空间的关系，御陵方向的站台上没有自动检票机。可以使用KANSAI对应卡的时候，从滨大津站（现在：琵琶湖浜大津站）到本站乘车的时候，坐上精算机降低了运费。IC卡用的读卡器安装在双方的站台上。
车站工作人员在工作日的话，除了早上和晚上的时间段以外，周六休息日只在白天配置。

### 月台
| 月台       | 路線    | 方向 | 目的地                                 | 備注                                       |
| ---------- | ------- | ---- | -------------------------------------- | ------------------------------------------ |
| 平交道南侧 | ▲京津線 | 上行 | 琵琶湖濱大津、石山寺、坂本比叡山口方向 | 石山寺、坂本比睿山口方向换乘琵琶湖滨大津站 |
| 平交道北侧 | ▲京津線 | 下行 | 京阪山科、地下鐵東西線三條京阪方向     | 从御陵站直通地铁东西线                     |

※两个站台的有效长度为4个。没有设定乘坐地的号码，官方网站上有“琵琶湖滨大津方向的乘坐地”“御陵・太秦天神川方向的乘坐地”这样的表现。

## 车站使用人数
- 1,758人（1日。2009年11月10日）

## 相鄰車站
京阪電氣鐵道
▲京津線
大谷（OT34）－上榮町（OT35）－琵琶湖濱大津（OT12）
- 至1971年為止大谷－此站間曾存在上關寺站，至1946年為止此站－濱大津間曾存在札之辻站。

## 外部連結
- 上榮町 - 京阪電氣鐵道